# Acanthocera intermedia
Acanthocera intermedia är en tvåvingeart som beskrevs av Lutz 1915. Acanthocera intermedia ingår i släktet Acanthocera och familjen bromsar. Inga underarter finns listade i Catalogue of Life.